# Wortegem
Wortegem is een dorp in de Belgische provincie Oost-Vlaanderen en een deelgemeente van Wortegem-Petegem, het was een zelfstandige gemeente tot aan de gemeentelijke herindeling van 1971. In Wortegem bevindt zich het gemeentehuis van de fusiegemeente.

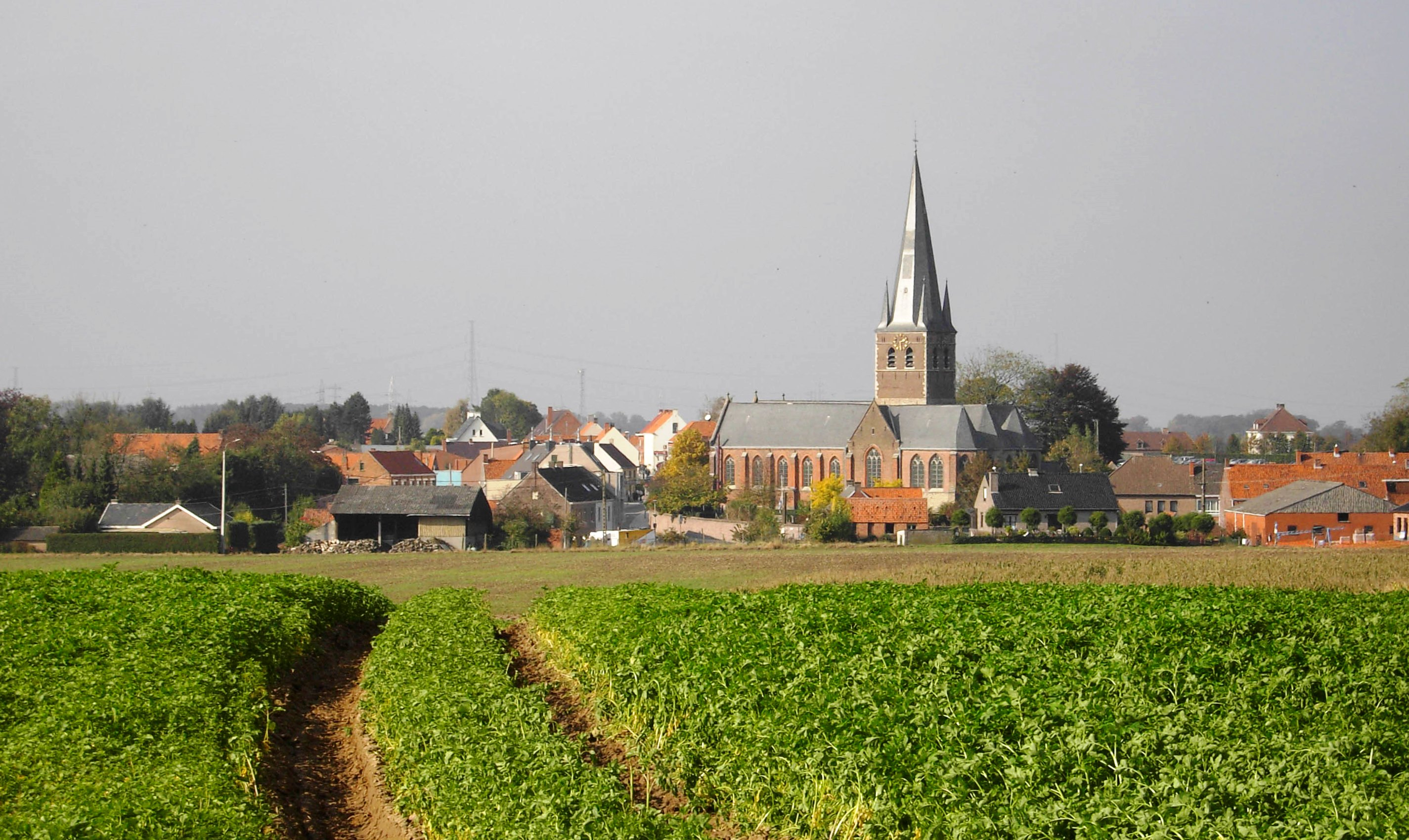
Zicht op Wortegem

## Geschiedenis
Uit een 11e-eeuwse kopie van een document uit 964 dateert de benaming Wrattingem. Het betreft de combinatie van een persoonsnaam en de -heim (woonplaats) uitgang. Het dorp maakte deel uit van de kasselrij Oudenaarde en behoorde tot de heerlijkheid Petegem. In de 17e eeuw werd Wortegem door de Graaf van Vlaanderen als aparte heerlijkheid uitgegeven en kwam aan de familie de Bossière, in 1669 kwam hij aan de familie Van den Bossche en in 1686 aan de familie van Spiere, baronnen van Moregem. Door huwelijk kwamen beide heerlijkheden aan de familie de Dennetières. In 1767 kwam de heerlijkheid aan Emmanuel Charles van Hoobrouck.
In 1830 was er enige industrie: er werden houten pompen en weefkammen vervaardigd. In de 2e helft van de 19e eeuw werd het grootste deel van de aanwezige bossen gerooid. In de loop van de 20e eeuw werd Wortegem een forenzenplaats.

## Demografische ontwikkeling
- Bronnen:NIS, Opm:1831 tot en met 1970=volkstellingen

## Bezienswaardigheden

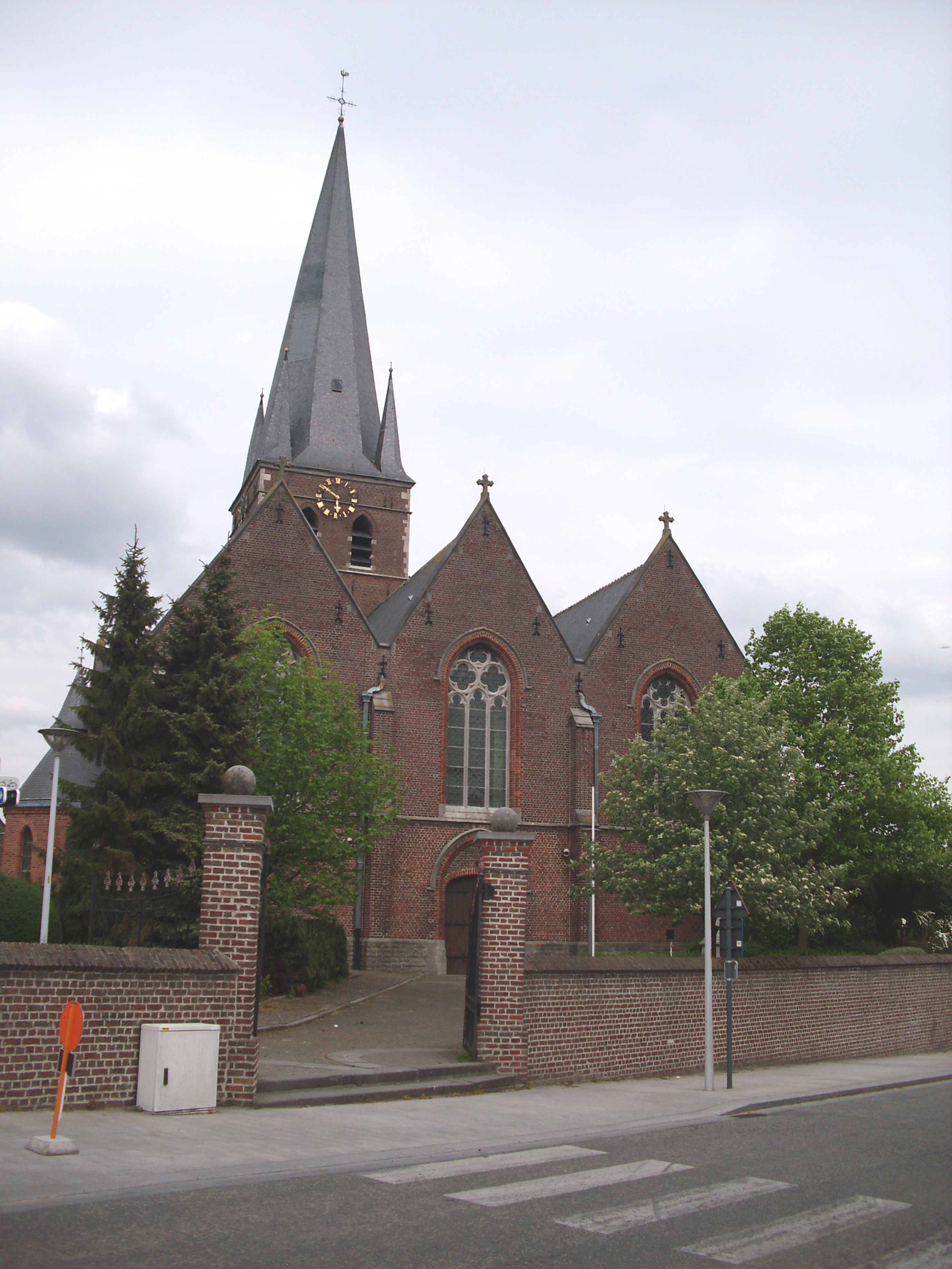
Onze-Lieve-Vrouw Geboortekerk

- Het uitzicht over de Vlaamse Ardennen
- De Onze-Lieve-Vrouw en Sint-Rochuskerk met het symfonisch-romantisch Vereeckenorgel
- De Boonzakmolen, een windmolenrestant.
- De Watermolen te Walem, een voormalige watermolen
- De Tjammelsmolen, een voormalige watermolen

## Natuur en landschap
Wortegem ligt op de overgang van Zandig Vlaanderen naar Zandlemig Vlaanderen in het gebied tussen Schelde en Leie. De hoogte varieert van 25 meter tot 82,5 meter, terwijl de dorpskom op 70 meter hoogte ligt. Ten noordoosten van Wortegem ontsprinkt de Vrankaartbeek die in noordoostelijke richting naar de Schelde stroomt.
Ten westen van Wortegem liggen de Spitaalsbossen en in het zuiden vindt men het Bouvelobos.

## Specialiteiten
Wortegem is bekend door zijn citroenjenever, "Wortegemsen"

## Beroemde inwoners
- Hector Plancquaert, schrijver en Daensist.
- Adolf D'Hulst, toondichter
- Tim Merlier, wegwielrenner (Belgisch kampioen wielrennen op de weg 2019)

## Nabijgelegen kernen
Anzegem, Waregem, Nokere, Ooike, Moregem, Elsegem